# Comté d'Isabella
Le comté d'Isabella (Isabella County en anglais) est au centre de la péninsule inférieure de l'État du Michigan. Son siège est à Mount Pleasant. Selon le recensement de 2000, sa population est de 63 351 habitants. 

## Géographie
Le comté a une superficie de 1 496 km2, dont 1 487 km2 en surfaces terrestres.

### Comtés adjacents
- Comté de Clare (nord)
- Comté de Midland (est)
- Comté de Gratiot (sud-est)
- Comté de Montcalm (sud-ouest)
- Comté de Mecosta (ouest)